# 요코하마 동물원 주라시아

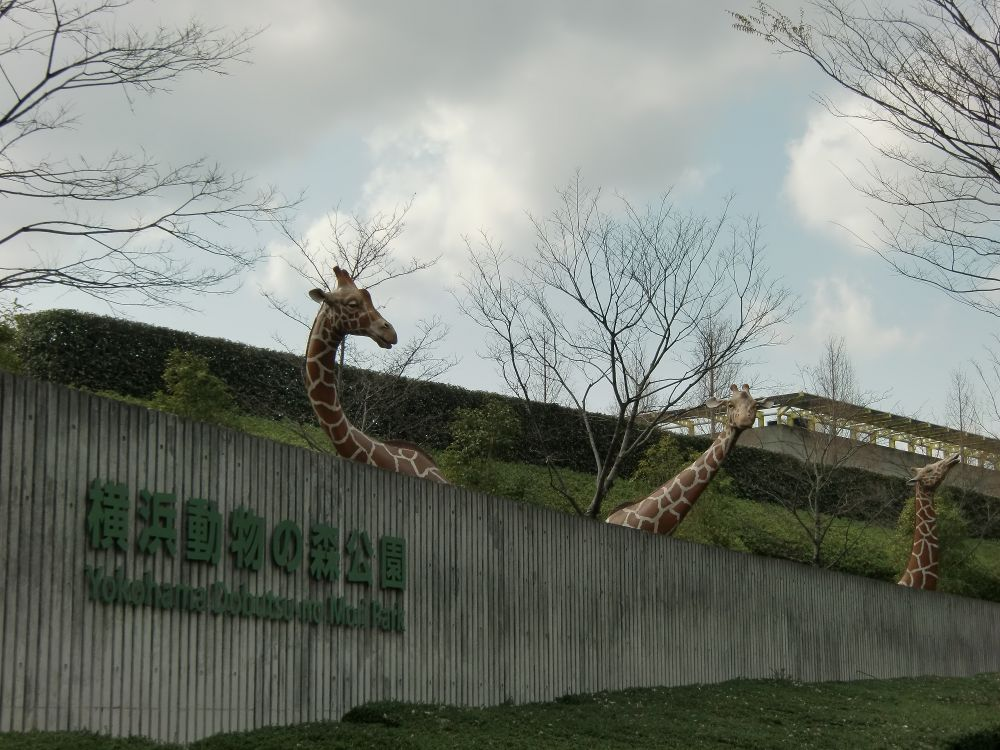

요코하마 동물원 주라시아(일본어: よこはま動物園ズーラシア 요코하마도부쓰엔즈라시아[*])는 일본 가나가와현 요코하마시 아사히구에 있는 동물원이다.